# ميتشيل لوند
ميتشيل لوند (بالإنجليزية: Mitchell Lund)‏ (27 أغسطس 1996 بليدز في المملكة المتحدة - ) هو لاعب كرة قدم بريطاني في مركز الدفاع. لعب مع نادي دونكاستر روفرز.

## وصلات خارجية
- ميتشيل لوند على موقع قاعدة بيانات كرة القدم.إي يو (الإنجليزية)
- ميتشيل لوند على موقع Soccerbase.com (لاعب) (الإنجليزية)